# Мальчики, поедающие виноград и дыню
«Мальчики, поедающие виноград и дыню» (исп. Niños comiendo uvas y melón) — жанровая картина испанского художника Бартоломе Эстебана Мурильо, написанная в 1645—1650 годах. Полотно находится в музее Старая пинакотека в Мюнхене (Германия). Помимо религиозной тематики жанровая живопись встречается у Мурильо наиболее часто. Она в основном представлена живописными сценами с детьми-нищими в различных ситуациях, таких как «Дети, играющие в кости» или «Маленький нищий».

## История
Почти все жанровые картины Мурильо находятся за пределами Испании, что предполагает, что они были написаны по заказу кого-то из множества фламандских купцов, базировавшихся в Севилье, таких как коллекционер и клиент Мурильо Николас де Омазур.
Художник изображал жизнь нищих и бедность Севильи, которая являлась одним из самых важных городов Испании с активной коммерческой деятельностью. Однако по той же причине в Севилье было огромное число неимущих. Кроме этого, в это время ощущались разрушительные последствия чумы. Глубокий экономический и социальный кризис способствовал постоянным людским несчастьям и всеохватывающим грабежам. В культурной сфере это время называли золотым веком. На этой картине дети, одетые в оборванные рубашки, с радостью едят фрукты, несомненно ими украденные. Эта интерпретация показывает знание Мурильо итальянской школы, в частности Караваджо и его картины «Вакх», написанной на 50 лет ранее.
Максимилиан II Мария Эмануэль Кайетан Баварский, который был в Антверпене штатгальтером Испанских Нидерландов с 1692 по 1706 годы, приобрёл эту картину вместе с другой картиной Мурильо, «Дети, играющие в кости». Обе они находятся в Старой пинакотеке в Мюнхене.

## Описание
Картина изображает двоих детей, которые занимают первый план полотна. Оба сидят и едят фрукты. Мальчик справа сидит на деревянной табуретке; за щекой у него угадывается кусочек дыни, недавно откушенный от ломтика, который он держит в левой руке. В правой руке он держит нож, на коленях лежит надрезанная дыня. Мальчик повернул голову к своему товарищу, который правой рукой ест виноград прямо от грозди, а в другой руке держит ломтик дыни. Оба мальчика одеты в рваные лохмотья, их босые и грязные ноги — прямо перед зрителем. В левой части картины — корзина с виноградом, которая сама по себе образует натюрморт. В композиции Мурильо использовал контрастное освещение, что типично для периода барокко и караваджизма. Диагональное исполнение композиции также типично для периода барокко. Основные цвета картины — охристый и зеленоватый между белым и чёрным.